# Friedrich Gottlob Rießner
Friedrich Gottlob Rießner (geb. 20. November 1761 in Bautzen; gest. 7. Januar 1839 in Weimar) war Sohn eines Bautzner Geleitamtmanns. In Weimar war er u. a. Registrator und Aktuar.

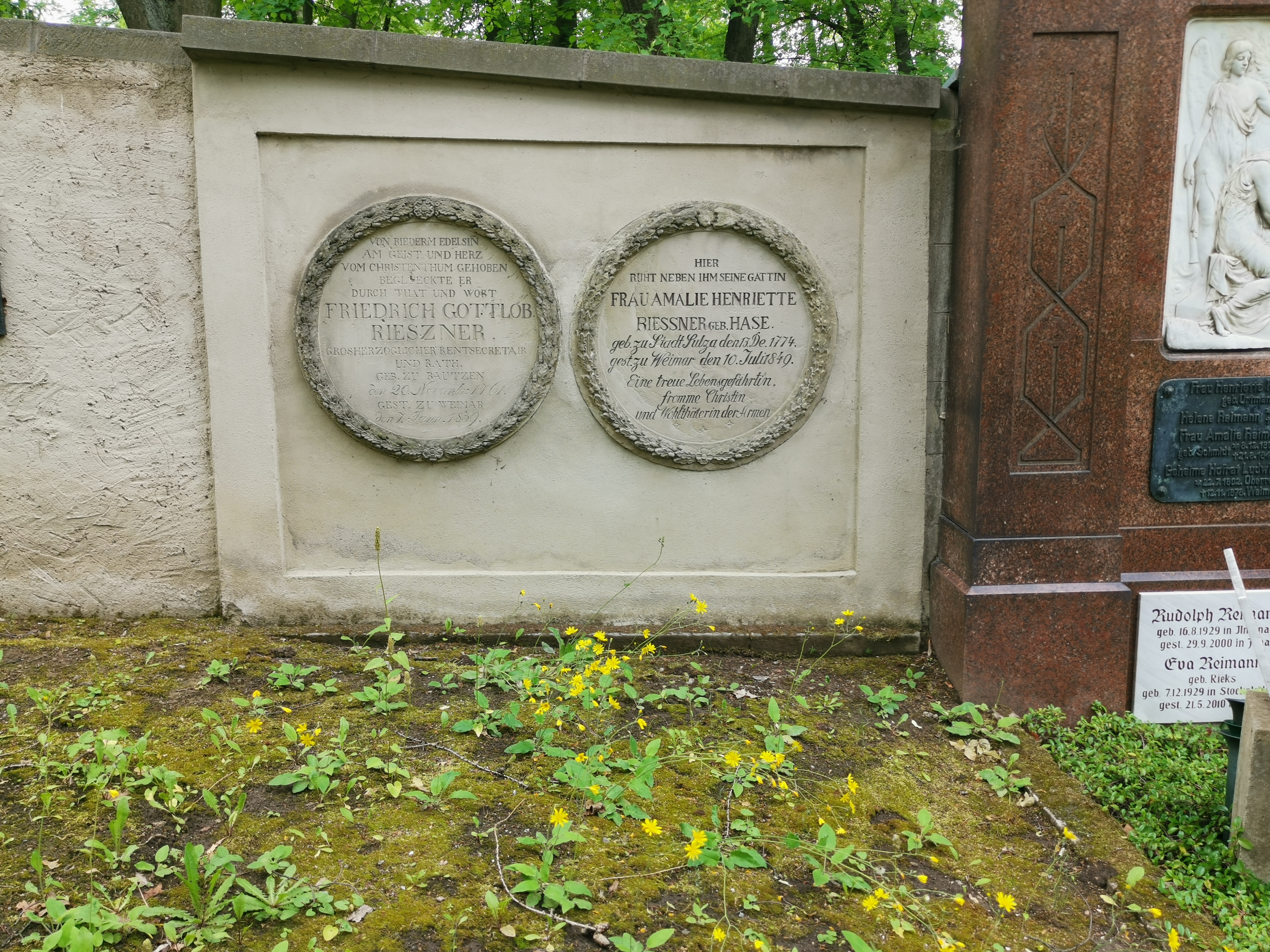
Grabstelle von Friedrich Gottlob Rießner

Er studierte ab 1783 an der Universität Leipzig Rechtswissenschaft und Philosophie. Er legte sein Examen 1788 ab. So wurde er zunächst kaiserlicher Notar. Kurz danach besuchte er Weimar, wobei er die Bekanntschaft von Christian Gottlob von Voigt machte, der ihn in den sachsen-weimarischen Dienst zog. So war seine erste Stelle dort die eines Registrators beim fürstlichen Justizamt Allstedt, die er fünf Jahre lang bekleidete. Im Jahre 1793 wurde er Aktuar des Justizamts Kapellendorf bei Jena. Im Jahre 1805 wurde Rießner Rentsekretär und Rentbeamter in Apolda, Heusdorf und ab 1808 im Amt Niederroßla. 1831 wurde Rießner sachsen-weimarischer Rat und zog daraufhin nach Weimar. Er wurde mit einer Pension ausgestattet. Der Großherzog würdigte Rießners 43 Jahre währenden Dienst, dessen Nutzen er zugleich anerkannte. Er stand offenbar allgemein im hohen Ansehen. Er wurde als Wohltäter bezeichnet, sittlich tadellos und seiner Humanität gegenüber Untergebenen gerühmt, der sich zudem um die Belange Notleidender kümmerte.
In der Weimar-Nord wurde die Rießnerstraße nicht nach ihm benannt, sondern nach seiner Frau Amalie Henriette Rießner (geb. Hase; 1774–1849), die als Wohltäterin der Stadt Weimar durch ihre Stiftung für Brennholz für bedürftige Witwen wirkte. Sein Grab und das seiner Frau befindet sich auf dem Historischen Friedhof in Weimar.